# День победы над нацизмом во Второй мировой войне
День побе́ды над наци́змом во Второ́й мирово́й войне́ (укр. День перемоги над нацизмом у Другій світовій війні) — бывший государственный праздник и выходной день на Украине, который отмечался 9 мая.
Этот памятный день пришёл на смену советскому Дню Победы. 8 мая 2023 года президент Украины Владимир Зеленский подписал указ, согласно которому 9 мая в Украине отмечают День Европы, и внёс в Верховную раду законопроект об установлении 8 мая — Дня памяти и победы над нацизмом во Второй мировой войне 1939–1945 годов — в качестве выходного дня вместо Дня победы над нацизмом во Второй мировой войне 8 мая.
29 мая 2023 года Верховная Рада сделала День памяти и победы над нацизмом во Второй мировой войне 1939—1945 годов 8 мая государственным праздником, отменив День победы над нацизмом во Второй мировой войне 9 мая. 12 июня 2023 года Президент Украины Владимир Зеленский подписал этот закон.

## Предыстория праздника
24 марта 2015 года Президент Украины Пётр Порошенко своим указом № 169 «О мероприятиях по празднованию в 2015 году 70-й годовщины Победы над нацизмом в Европе и 70-й годовщины окончания Второй мировой войны» постановил, что 8 и 9 мая будут проходить мероприятия, посвящённые 70-й годовщине Победы. По мнению Порошенко, «его указ о праздновании 8 мая и 9 мая 70-й годовщины Победы над нацизмом в Европе, Дня памяти и примирения, а также Дня Победы имеет целью объединить страну».
9 апреля 2015 года законопроект № 2539 «Об увековечивании победы над нацизмом во Второй мировой войне 1939—1945 годов» был принят Верховной Радой Украины в рамках голосования по пакету законопроектов о декоммунизации; вступил в силу 21 мая того же года.

## Празднование

### 2015
Украинский институт национальной памяти заблаговременно обнародовал методические материалы и рекомендовал отмечать новый праздник в измененном «формате». Несмотря на то, что к 9 мая 2015 года закон «Об увековечении победы над нацизмом во Второй мировой войне 1939—1945 годов» официально не вступил в силу, на Украине на официальном уровне отметили праздник по-новому, отлично от празднования Дня Победы. В этот день состоялись возложение цветов к памятникам неизвестным солдатам Красной армии, в Киеве — марш мира при участии военных духовых оркестров из Украины, Эстонии, Литвы, Польши, Сербии. Событию предшествовала присяга курсантов в присутствии Президента Украины Петра Порошенко.
К памятной дате Президент Украины своим приказом учредил государственную награду — юбилейную медаль «70 лет Победы над нацизмом».

### 2016
До памятных дней Украинский институт национальной памяти объявил, что празднование 2016 года будет посвящено женским судьбам во Второй мировой войне.

### 2017
В 2017 году празднование 9 мая в городе Днепре перешло в массовую драку между представителями «Оппозиционного блока» и ветеранами АТО, в которую вмешалась полиция.
Кроме того, в ряде крупных городов состоялись шествия «Бессмертного полка», которые закончились стычками их участников с представителями националистских организаций. В Киеве националисты пытались препятствовать проведению данной акции. Противостояние между пророссийскими и проукраинскими демонстрантами отмечалось также в Запорожье, Харькове, Одессе.

## Отличия от Дня Победы
Принятым пакетом законопроектов о декоммунизации был отменён Закон Украины «Об увековечивании Победы в Великой Отечественной войне 1941—1945 годов». В соответствии с изменением законодательства новый праздник отмечается без использования советской символики и термина «Великая Отечественная война». За использование советской символики с 2015 года грозит уголовная ответственность. Также новый характер празднования подразумевает перенос акцента с истории военных действий на истории конкретных людей, а затем на отказ от празднования в пользу почитания.
Согласно Украинскому институту национальной памяти, новый смысл празднования Дня памяти и примирения и Дня победы над нацизмом во Второй мировой войне включает в себя:
- переосмысление событий Второй мировой войны, разрушение советских исторических мифов, честный диалог вокруг сложных страниц прошлого;
- равное чествование памяти каждого, кто боролся против нацизма, подчёркивание солидарности и боевого братства всех Объединённых Наций, как государств, так и безгосударственных тогда народов (евреев, украинцев и др.);
- перенос акцента с истории военных действий на истории конкретных людей, а затем отказ от празднования в пользу почитания.

## Символика
Официальным символом празднования Дня победы над нацизмом во Второй мировой войне, как и Дня памяти и примирения, является цветок красного мака — общепринятый международный символ жертв всех военных и гражданских вооружённых конфликтов, начиная с Первой мировой войны. В Украине используется в собственной стилизации, разработанной харьковским дизайнером Сергеем Мишакиным. Лозунг обоих памятных дней — «1939-1945. Никогда снова».

## Памятные награды

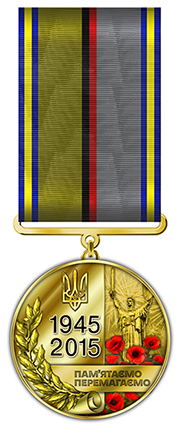
Юбилейная медаль «70 лет Победы над нацизмом»
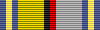
Юбилейная лента «70 лет Победы над нацизмом»